# Minglanilla (kommunhuvudort i Spanien, Kastilien-La Mancha, Provincia de Cuenca, lat 39,53, long -1,60)
Minglanilla är en kommunhuvudort i Spanien.   Den ligger i provinsen Provincia de Cuenca och regionen Kastilien-La Mancha, i den centrala delen av landet, 200 km sydost om huvudstaden Madrid. Minglanilla ligger 803 meter över havet och antalet invånare är 2 300.
Terrängen runt Minglanilla är platt åt sydväst, men åt nordost är den kuperad. Runt Minglanilla är det glesbefolkat, med 18 invånare per kvadratkilometer. Närmaste större samhälle är Iniesta, 17,0 km sydväst om Minglanilla. Trakten runt Minglanilla består till största delen av jordbruksmark.